# أكيرا يوشينو
أكيرا يوشينو (باليابانية: 吉野彰؛ بالكانا: よしの あきら) هو كيميائي ياباني، وهو زميلٌ في شركة أساهي كاسي وأستاذ بجامعة مايجو. ابتكرَ أكيرا أوّل بطارية أيون الليثيوم وكانت آمنة وقابلة للحياة ثمّ أصبحت تُستخدم على نطاقٍ واسعٍ في الهواتف المحمولة وأجهزة الكمبيوتر. حصلَ أكيرا على جائزة نوبل في الكيمياء في عام 2019.

## الحياة المُبكّرة والتعليم
وُلد يوشينو في سويتا في 30 كانون الثاني/يناير 1948. حصلَ على شهادة البكالوريوس في العلوم عام 1970 ومن ثمّ الماجستير في الهندسة التطبيقيّة عام 1972 من جامعة كيوتو كما نالَ درجة الدكتوراه في الهندسة من جامعة أوساكا في عام 2005.

## المسيرة المهنيّة
قضى أكيرا يوشينو كاملَ حياته المهنية غير الأكاديمية في شركة أساهي كاسي (بالإنجليزية: Asahi Kasei Corp)‏، حيث أنه وبعدَ تخرجه مباشرةً مع ماجستير العلوم في عام 1972 بدأ يوشينو العمل في تلكَ الشركة. بحلول عام 1982؛ كان أكيرا قد بدأَ العمل في مختبر كاواساكي وتمّتْ ترقيته إلى مدير تطوير المنتجات لبطاريات أيون الليثيوم في عام 1992. بعدها بعامين؛ عُيّن أكيرا في منصبِ مدير التطوير التقني لشركة آل آي بي (بالإنجليزية: LIB)‏ المُصنّعة للبطاريّة وهي شركة مُشتركة بين أساهي كاسي وتوشيبا. بعدَ سلسلة النجاحات هذه؛ عيّنتهُ شركة آساهي كاسي كمديرٍ عامٍ للمختبر في عام 2005. منذُ عام 2017 وأكيرا يعمل كأستاذٍ بجامعة مايجو.

## بطارية أيّون الليثيوم
بدأَ يوشينو في عام 1981 البحث في البطاريات القابلة لإعادة الشحن باستخدامِ البولي أسيتيلين، وهو مبلمر موصل بالكهرباء اكتشفهُ هيديكي شيراكاوا الذي حصل في وقتٍ لاحقٍ (وبالضبطِ في عام 2000) على جائزة نوبل في الكيمياء لاكتشافه.
بحلول عام 1983؛ قام يوشينو بتصنيعِ بطارية قابلة لإعادة الشحن باستخدام نموذج أولي يعتمدُ على أكسيد الليثيوم والكوبالت (LiCoO 2) الذي كان قد اكتُشف في عام 1979 بواسطة الباحث في جامعة ستانفورد جود شال، وجون جوديناف وكويتشي ميزوشيما من جامعة أكسفورد. هذا النموذج الأولي؛ والذي لم تكن تحتوي فيهِ مادّة الأنود نفسها على أي ليثيوم بينما كانت تُهاجر أيونات الليثيوم من الكاثود LiCoO 2 إلى الأنود أثناء الشحن كان السبب الرئيسي في تمكّنِ أكيدا يوشينو في اختراعِ بطارية أيون الليثيوم الحديثة.
واجهَ أكيرا عددًا من المشاكل في الوصول للنتيجة النهائية فيما يخصّ البطارية؛ حيثُ كان للبولي أسيتيلين مثلًا كثافة حقيقية منخفضة مما يعني أن السعة الكبيرة للشحن تتطلب حجم بطارية كبير كما عانى من مشاكل في عدم الاستقرار لذلك تحول يوشينو إلى مادة كربونية أخرى وبحلول عام 1985 نجحَ المخترع والباحث الياباني في تصنيع أول نموذج أولي لبطارية أيون الليثيوم وحصل على براءة اختراع.
بدأَ تسويقُ بطارية أيون الليثيوم من قِبل شركة سوني في عام 1991 وشركة بطاريات إيه آند تي – وهي شركة ناشئة مشتركة الملكيّة بين كلٍ من أساهي كاسي وتوشيبا – في عام 1992. وصف يوشينو التحديات وتاريخ عملية الاختراع في فصل كتابٍ نشرهُ عام 2014، حيثُ تحدث حول الموضوع بنوعٍ من التفصيل.
اكتشفَ يوشينو أن المواد الكربونية ذات بنية بلورية معينة كانت مناسبة كمواد الأنود، فاستعملُ فعلًا إحدى المواد الكربونيّة ذات البنية البلورية المعيِنة في الجيل الأول من بطاريات أيون الليثيوم. عمل يوشينو بعد ذلك على تطويرِ رقائق الألومنيوم، الذي شكّل «طبقة التخميل» لتمكينِ الجهد العالي للخلية بتكلفة منخفضة كما قامَ بتطوير الغشاء الوظيفي الفاصل، واستخدمَ جهاز معامل درجة الحرارة الإيجابي للحصول على مزيدٍ من السلامة والأمن عند العمل بالبطاريّة.
قام أكيرا يوشينو بتصميم هيكل البطارية لتوفير مساحة سطح إلكترود كبيرة وتمكين التفريغ العالي على الرغم من انخفاض الموصلية في الجهاز. بحلول عام 1986؛ وبتكليفٍ من يوشينو بدأَ صُنع تصنيع مجموعة من النماذج من بطاريات أيون الليثيوم. بناءً على بيانات اختبار السلامة من تلك النماذج الأولية؛ أصدرت وزارة النقل الأمريكية خطابًا يُفيد بأن البطاريات كانت مختلفة عن بطاريات الليثيوم المعدنية.

## الجوائز
- جائزة التكنولوجيا الكيميائية من الجمعية الكيميائية اليابانية (1998)[12]
- جائزة قسم تكنولوجيا البطارية من جمعية الكهروكيميائية (1999)
- جوائز إيشيمورا في الصناعة - جائزة الإنجاز الجديرة بالاهتمام (2001)
- جائزة تقديريّة من وزير العلوم والثقافة والرياضة والعلوم والتكنولوجيا في اليابان (2003)
- جائزة يامازاكي-تييشي من مؤسسة الترويج لعلوم المواد والتكنولوجيا في اليابان (2011)[27]
- جائزة سي آند سي من مؤسسة إن إي سي (2011)[28]
- وسام معهد مهندسي الكهرباء والإلكترونيات لتكنولوجيات البيئة والسلامة من المعهد نفسه (2012)[29]
- جائزة الطاقة العالمية (2013)[30]
- جائزة تشارلز ستارك درابر (2014)[31]
- جائزة اليابان (2018)[32]
- جائزة المخترع الأوروبي (2019)[33]
- جائزة نوبل في الكيمياء (2019)[8]